# رولاند لويس
رولاند لويس (بالإنجليزية: Roland Lewis)‏ (21 سبتمبر 1923 في المملكة المتحدة - 1 سبتمبر 1999) هو لاعب كرة قدم بريطاني (وحمل سابقاً جنسية المملكة المتحدة لبريطانيا العظمى وأيرلندا) في مركز الهجوم. لعب مع بورت فايل.